# Teoria ingenua degli insiemi
La teoria ingenua degli insiemi è una teoria degli insiemi che considera questi ultimi secondo la nozione intuitiva di collezioni di elementi. Si distingue dalla teoria assiomatica degli insiemi, che invece definisce gli insiemi come quegli oggetti che soddisfano determinati assiomi. Gli insiemi sono un concetto matematico fondamentale;  infatti, nelle trattazioni formali moderne, la maggior parte degli oggetti matematici (numeri, relazioni, funzioni, etc.) sono definiti in termini di insiemi.

## Introduzione
La teoria ingenua degli insiemi venne creata alla fine del XIX secolo da Georg Cantor per permettere ai matematici di lavorare in modo consistente con gli insiemi infiniti.
Come si scoprì più tardi, l'assunzione che sia possibile eseguire qualsiasi operazione sugli insiemi porta a antinomie come il paradosso di Russell. La teoria assiomatica degli insiemi fu sviluppata per determinare appunto quali operazioni sono ammesse e quando. Oggi, quando i matematici parlano di "teoria degli insiemi" come campo di studio, in genere intendono la teoria assiomatica degli insiemi, ma quando parlano di teoria degli insiemi come strumento da applicare in altri campi della matematica, intendono la teoria ingenua degli insiemi.
La teoria assiomatica degli insiemi di solito risulta astrusa e ha poca influenza sulla matematica ordinaria. Quindi è utile studiare gli insiemi nell'originale senso ingenuo allo scopo di  sviluppare abilità nel lavorare con essi. Inoltre, una buona padronanza della teoria ingenua degli insiemi è necessaria per la comprensione della motivazione per la teoria assiomatica.
In questo articolo si descrive la teoria ingenua. Gli insiemi sono definiti informalmente e alcune delle loro proprietà sono esaminate.  I collegamenti in questo articolo a specifici assiomi della teoria degli insiemi mostrano alcuni dei collegamenti fra la qui presente discussione informale e la successiva assiomatizzazione della teoria degli insiemi, ma non si giustifica ogni affermazione su questa base.

## Insiemi, appartenenza e uguaglianza
Nella teoria ingenua degli insiemi, un insieme è descritto come una collezione ben definita di oggetti. Questi oggetti sono chiamati elementi o membri dell'insieme. Gli oggetti possono essere qualsiasi cosa: numeri, persone, altri insiemi, etc. Ad esempio, 4 è un elemento dell'insieme dei numeri interi pari.
Come si vede da questo esempio, gli insiemi possono avere un numero infinito di elementi.
Se x è un elemento di A, allora si dice che x appartiene a A, o che x è in A e scriviamo x ∈ A.
(Il simbolo "{\displaystyle \in }" ha origine dalla lettera greca epsilon, "ε", introdotta da Peano nel 1888.)
Il simbolo {\displaystyle \notin } è talvolta usato per scrivere x ∉ A, oppure "x non è in A".
Due insiemi A e B sono detti uguali quando hanno gli stessi elementi, cioè se ogni elemento di A è un elemento di B e ogni elemento di B è un elemento di A. (Vedi assioma di estensionalità). Un insieme è determinato dai suoi elementi; la descrizione è irrilevante. Ad esempio, l'insieme con elementi 2, 3 e 5 è uguale all'insieme dei numeri primi minori di 6.
Il fatto che A e B siano uguali è indicato simbolicamente con A = B.
Ammettiamo anche un insieme vuoto, spesso indicato con {\displaystyle \varnothing }: un insieme privo di elementi.
Poiché un insieme è determinato dai suoi elementi, può esistere solo un insieme vuoto. (Vedi assioma dell'insieme vuoto)

## Specificazione degli insiemi
Il modo più semplice per descrivere un insieme è elencare i suoi elementi fra parentesi graffe.
Quindi {1,2} indica l'insieme i cui elementi sono 1 e 2.
(Vedi assioma della coppia.)
Nota i seguenti punti:
- L'ordine degli elementi non è importante; ad esempio {1,2} = {2,1}.
- La ripetizione (molteplicità) degli elementi è irrilevante; ad esempio, {1,2,2} = {1,1,1,2} = {1,2}.

(Queste sono conseguenze della definizione di uguaglianza della precedente sezione.)
Questa notazione può essere abusata usando un'espressione del tipo {cani} per indicare l'insieme dei cani, ma questo esempio sarebbe interpretato da un matematico come "l'insieme contenente l'elemento cani".
Un esempio estremo ma corretto di questa notazione è {}, che denota l'insieme vuoto.
Possiamo usare anche la notazione {x : P(x)} (o talvolta {x | P(x)}) per indicare l'insieme contenente gli oggetti per cui vale la condizione P.
Ad esempio, {x : x è un numero reale} denota l'insieme dei numeri reali, {x : x ha i capelli biondi} denota l'insieme di chi ha i capelli biondi, e {x : x è un cane} denota l'insieme di tutti i cani.
Questa notazione è chiamata notazione tabulare (o "notazione per inclusione", in modo particolare nella programmazione funzionale).
Alcune varianti della notazione tabulare sono:
- {x ∈ A : P(x)} denota l'insieme di tutti gli x elementi di A tali che la condizione P valga per x. Ad esempio, se Z è l'insieme degli interi, allora {x ∈ Z : x è pari} è l'insieme di tutti gli interi pari. (Vedi assioma della specificazione.)
- {F(x) : x ∈ A} denota l'insieme di tutti gli oggetti ottenuti applicando la formula F agli elementi di A. Ad esempio,  {2x : x ∈ Z} è ancora l'insieme di tutti gli interi pari. (Vedi assioma della sostituzione.)
- {F(x) : P(x)} è la forma più generale per la notazione tabulare. Ad esempio, {proprietario di x: x è un cane} è l'insieme di tutti i proprietari di cani.

## Sottoinsiemi
Dati due insiemi A e B diciamo che A è un sottoinsieme di B se ogni elemento di A è anche un elemento di B.
Osserva che in particolare B è un sottoinsieme di sé stesso; un sottoinsieme di B che non è uguale a B è detto sottoinsieme proprio.
Se A è un sottoinsieme di B, allora si può anche dire che B è un sovrainsieme di A, che A è contenuto in B, o che B contiene A.
In simboli, A ⊆ B significa che A è un sottoinsieme di B, e B ⊇ A significa che B è un sovrainsieme di A.
Alcuni autori usano i simboli "⊂" e "⊃" per i sottoinsiemi, mentre altri usano questi simboli solo per i sottoinsiemi propri.
In questa enciclopedia, "⊆" e "⊇" sono usati per i sottoinsiemi mentre "⊂" e "⊃" sono riservati per i sottoinsiemi propri.
A titolo illustrativo, sia A l'insieme dei numeri reali, sia B l'insieme degli interi, sia C l'insieme degli interi dispari, e sia D l'insieme del Presidente d'Italia corrente o precedente.
Allora C è un sottoinsieme di B, B è un sottoinsieme di A, e C è un sottoinsieme di A.
Nota che non tutti gli insiemi sono comparabili in questo modo.
Ad esempio, A non è un sottoinsieme di D, ma nemmeno D è un sottoinsieme di A.
Segue immediatamente dalla precedente definizione di eguaglianza di insiemi che, dati due insiemi A e B, A = B se e solo se A ⊆ B e B ⊆ A. Infatti questa è spesso usata come definizione di eguaglianza.
L'insieme di tutti i sottoinsiemi di un dato insieme A è detto insieme potenza (o insieme delle parti) di A ed è indicato con {\displaystyle 2^{A}} o con {\displaystyle P(A)}. Se l'insieme A ha n elementi, allora {\displaystyle P(A)} avrà {\displaystyle 2^{n}} elementi. Nota che l'insieme vuoto è un sottoinsieme di tutti gli insiemi.

## Insieme universo e complementi assoluti
In determinati contesti possiamo trattare gli insiemi in considerazione come sottoinsiemi di un determinato insieme universo.
Ad esempio, se stiamo esaminando le proprietà dei numeri reali R (e dei sottoinsiemi di R), possiamo prendere R come insieme universo. È importante capire che un insieme universo è definito solo temporaneamente dal contesto; non esiste qualcosa di simile all'insieme universo "universale", "l'insieme di tutto" (vedi più sotto la sezione "paradossi").
Dato un insieme universo U e un sottoinsieme A di U, possiamo definire il complemento di A (in U) come
AC := {x ∈ U : ¬(x ∈ A)},
dove ¬ è l'operatore di negazione. In altre parole, AC (talvolta semplicemente A' ) è l'insieme di tutti gli elementi di U che non sono elementi di A.
Quindi, con gli A, B e C definiti nella sezione dei sottoinsiemi, se B è l'insieme universo, allora C'  è l'insieme degli interi pari, mentre se A è l'insieme universo, allora C'  è l'insieme di tutti i numeri reali che sono o interi pari o che non sono interi.
La collezione {A : A ⊆ U} dei sottoinsiemi di un universo U è chiamato insieme potenza di U.
(Vedi assioma dell'insieme potenza.)
È indicato con P(U); la "P" è talvolta scritta con un carattere decorato.

## Unioni, intersezioni, e complementi relativi
Dati due insiemi A e B, possiamo costruire la loro unione.
Questa è l'insieme di tutti gli oggetti che sono elementi di A o di B o di entrambi (vedi assioma dell'unione). È indicata da A ∪ B.
L'intersezione di A e B è l'insieme di tutti gli oggetti che si trovano sia in A sia in B. È indicata da A ∩ B.
Per finire, il complemento relativo di B rispetto ad A, noto anche come differenza insiemistica di A e B, è l'insieme di tutti gli oggetti che appartengono ad A ma non a B. È scritto come A \ B.
Simbolicamente, le definizioni sono rispettivamente
A ∪ B := {x : (x ∈ A) or (x ∈ B)};
A ∩ B := {x : (x ∈ A) and (x ∈ B)} = {x ∈ A : x ∈ B} = {x ∈ B : x ∈ A};
A \ B := {x : (x ∈ A) and not (x ∈ B) } = {x ∈ A : not (x ∈ B)}.
Osserva che A non deve essere un sottoinsieme di B perché B \ A abbia senso; questa è la differenza fra il complemento relativo e il complemento assoluto descritto nella precedente sezione.
Per illustrare queste idee, sia A l'insieme delle persone mancine, e sia B l'insieme delle persone bionde.
Allora A ∩ B è l'insieme di tutte le persone bionde mancine, mentre A ∪ B è l'insieme delle persone che sono o mancine o bionde o entrambi.
A \ B, d'altra parte, è l'insieme delle persone mancine ma non bionde, mentre B \ A è l'insieme delle persone bionde non mancine.
Ora sia E l'insieme degli esseri umani, e sia F l'insieme degli esseri umani di età superiore a 1.000 anni.
Cosa è E ∩ F in questo caso?
Nessun essere umano è più vecchio di 1.000 anni, quindi E ∩ 'F è'  l'insieme vuoto {}.
Per ogni insieme A, l'insieme potenza {\displaystyle P(A)} è una algebra di Boole sotto le operazioni di unione e intersezione.

## Coppie ordinate e prodotto cartesiano
Intuitivamente, una coppia ordinata è una collezione di due oggetti tali che uno può essere individuato come "primo elemento" e l'altro come "secondo elemento", e avente la proprietà che due coppie sono uguali se e solo se i loro "primi elementi" sono uguali e i loro "secondi elementi" sono uguali.
Formalmente, una coppia ordinata con prima coordinata a e seconda coordinata b, solitamente indicata da (a, b), è definita come l'insieme {{a}, {a, b}}.
Segue che due coppie ordinate (a,b) e (c,d) sono uguali se e solo se a = c e b = d.
Alternativamente, una coppia ordinata può essere formalmente pensata come un insieme {a,b} dotato di un ordine totale.
(La notazione (a, b) è usata anche per indicare un intervallo aperto sulla retta reale, ma il contesto dovrebbe rendere chiaro quale è il significato inteso.)
Se A e B sono insiemi, allora il prodotto cartesiano (o semplicemente prodotto) è definito come:
A × B = {(a,b) : a è in A e b è in B}.
Cioè A × B è l'insieme di tutte le coppie ordinate per le quali la prima coordinata è un elemento di A e la seconda coordinata è un elemento di B.
Possiamo estendere questa definizione a un insieme A × B × C di triplette ordinate, e più in generale a insiemi di n-tuple ordinate per ogni intero positivo n.
È addirittura possibile definire prodotti cartesiani infiniti, ma per fare questo abbiamo bisogno di una definizione più complicata del prodotto.
I prodotti cartesiani sono stati sviluppati per primi da René Descartes nel contesto della geometria analitica.
Se R denota l'insieme di tutti i numeri reali, allora R2 := R × R rappresenta il piano euclideo e R3 := R × R × R rappresenta lo spazio euclideo tridimensionale.

## Alcuni insiemi importanti
Nota: In questa sezione, a, b, e c sono numeri naturali, e r e s sono numeri reali.
1. I numeri naturali sono usati per contare. Per indicare questo insieme si usa spesso una N maiuscola  in grassetto da lavagna ({\displaystyle \mathbb {N} }).
2. Gli interi si presentano come soluzioni per x nelle equazioni del tipo x + a = b. Per indicare questo insieme si usa spesso una Z maiuscola in grassetto da lavagna ({\displaystyle \mathbb {Z} }) (dal tedesco Zahlen, che significa numeri).
3. I numeri razionali si presentano come soluzioni delle equazioni del tipo a + bx = c. Per indicare questo insieme si usa spesso una Q maiuscola in grassetto da lavagna ({\displaystyle \mathbb {Q} }) (da quoziente, perché R è usata per l'insieme dei numeri reali).
4. I numeri algebrici si presentano come soluzioni di equazioni polinomiali (a coefficienti interi) e possono coinvolgere radicali e qualche altro numero irrazionale. Per indicare questo insieme si usa spesso una Q con una sopralineatura.
5. I numeri reali includono i numeri algebrici così come i numeri trascendenti, che non possono presentarsi come soluzioni di equazioni polinomiali a coefficienti razionali. Per indicare questo insieme si usa spesso una  R maiuscola in grassetto da lavagna ({\displaystyle \mathbb {R} }).
6. I numeri immaginari si presentano come soluzioni di equazioni del tipo x2 + r = 0 dove r > 0.
7. I numeri complessi sono somme di un numero immaginario e di un numero reale: r + si.  Qui sia r che s possono essere uguali a zero; quindi, l'insieme dei numeri reali e l'insieme dei numeri immaginari sono sottoinsiemi dell'insieme dei numeri complessi. Per indicare tale insieme si usa spesso una C maiuscola in grassetto da lavagna ({\displaystyle \mathbb {C} }).

## Paradossi
Abbiamo fatto riferimento precedentemente alla necessità di un approccio assiomatico e formale.
Quale problema sorge nella trattazione che abbiamo dato?
Il problema è relativo alla composizione degli insiemi.
La prima intuizione è che possiamo costruire tutti gli insiemi che vogliamo, ma questo porta a inconsistenze.
Per ogni insieme possiamo chiedere se x è un elemento di sé stesso.
Si definisce
Z = {x : x non è un elemento di x}.
Ora il problema: Z è un elemento di Z?
Se sì, allora per definizione di Z, Z non è un elemento di sé stesso, cioè Z non è un elemento di Z.
Questo ci costringe ad affermare che Z non è un elemento di Z.
Allora Z non è un elemento di sé stesso, e così, ancora per definizione di Z, Z è un elemento di Z.
Quindi entrambe le opzioni ci portano a una contraddizione e abbiamo una teoria inconsistente.
Gli sviluppi assiomatici pongono restrizioni al tipo di insiemi che è permesso costruire e quindi previene l'insorgere di problemi come il nostro insieme Z (questo particolare paradosso è il paradosso di Russell).
Lo svantaggio è uno sviluppo molto più difficile.
In particolare è impossibile parlare di un insieme di tutto, oppure, per essere un po' meno ambiziosi, anche di un insieme di tutti gli insiemi.
Infatti, nell'assiomatizzazione standard della teoria degli insiemi, non esiste l'insieme di tutti gli insiemi.
In aree della matematica che sembrano richiedere un insieme di tutti gli insiemi (come la teoria delle categorie), si può usare un insieme universale così grande che tutta la matematica ordinaria può essere svolta in esso (vedi universo).
Alternativamente, si può fare uso delle classi proprie.
Oppure si può usare una differente assiomatizzazione della teoria degli insiemi, come la Nuova fondazione di W. V. Quine, che permette un insieme di tutti gli insiemi ed evita il paradosso di Russell in un altro modo.
La particolare soluzione scelta raramente porta a grandi differenze.